# Jörg Peter (Radsportler)
Jörg Peter ist ein ehemaliger Schweizer Radrennfahrer.

## Sportliche Laufbahn
Peter war Bahnradsportler und speziell im Steherrennen aktiv. Bei den Bahnradsport-Weltmeisterschaften 1969 holte er die Bronzemedaille im Steherrennen der Amateure, als Albertus Boom aus den Niederlanden den Titel gewann. Bei den nationalen Meisterschaften im Steherrennen 1969 wurde er hinter Hansruedi Spannagel Zweiter.